# Chase XC-123A
Le Chase XC-123A, aussi parfois surnommé « Jet Avitruc », était un avion de transport expérimental, développé aux États-Unis par la Chase Aircraft Company (en) au début des années 1950.
Premier avion de transport propulsé par réaction de la United States Air Force (USAF), il devait être utilisé comme moyen de transport à grande vitesse pour des marchandises et du personnel de haute priorité. Toutefois, il fut déterminé que le XC-123A ne disposait pas d'avantages suffisants par rapport aux modèles d'avions existants alors en service et l'appareil n'entra jamais en production en série. L'unique prototype, serial 47-787, fut converti en Stroukoff YC-123D à moteurs à pistons, utilisé pour évaluer des systèmes de contrôle de la couche limite.

## Conception et développement
À la fin des années 1940, la compagnie Chase avait développé le XG-20, alors le plus gros planeur militaire jamais construit aux États-Unis. Toutefois, au moment où il fut prêt pour les opérations, la doctrine de l'armée américaine avait changé, au point de retirer l'emploi des planeurs de transport des futures unités envoyées au combat,.
Toutefois, les exemplaires du XG-20 avaient été conçus pour permettre une installation facile de groupes propulseurs, et Chase modifia les deux prototypes en appareils dotés de moteurs, l'un d'eux devenant le XC-123 — prototype du célèbre Provider —, doté de moteurs à pistons. Le deuxième appareil, toutefois, fut renvoyé en atelier pour une reconfiguration plus radicale, recevant deux nacelles dotées de paires de turboréacteurs du même modèle que ceux utilisés par les bombardiers B-36 et B-47, devenant le XC-123A. Comme il n'y avait aucune place prévue pour le carburant dans les ailes de l'appareil initial — qui avait été conçu en tant que planeur —, les réservoirs furent installés sous le plancher de la cabine.

## Histoire opérationnelle

### Essais et abandon du programme
Surnommé « Avitruc » par son constructeur, le XC-123A réalisa son premier vol le 21 avril 1951,., devenant le premier avion de transport propulsé par réaction à prendre l'air aux États-Unis. Il fut considéré comme « excellent » lors des essais en vol, l'appareil ne montrant que peu de défauts et démontrant une capacité sur terrains courts raisonnable.
En dépit de ces résultats, et même s'il se montra aussi réussi que le XC-123, le XC-123A échoua à gagner suffisamment de faveur lors des essais en vol pour recevoir une commande de production en série. Même si les performances de l'avion sur terrains courts s'étaient montrées bonnes, il fut globalement admis lors des essais que les moteurs, ainsi installés dans des nacelles pendant sous les ailes, aspireraient facilement des débris par les entrées d'air, ce qui les endommagerait à coup-sûr. De plus, la conception de l'avion n'était pas cohérente avec les moteurs qui lui étaient installés, résultant en un XC-123A incapable de démontrer une capacité d'emport de cargaison suffisante en regard de la quantité de carburant que ses moteurs consommaient. Par conséquent, le projet XC-123A fut abandonné, sans qu'aucun autre appareil ne soit construit.
Suivant la conclusion des essais, le XC-123A fut reconverti pour être propulsé par deux moteurs en étoile Pratt & Whitney R-2800 et fut utilisé pour des essais de systèmes de contrôle de la couche limite (en) sous le nom de Stroukoff YC-123D, recevant le numéro de série 53-8068,,.

### L'YC-123D, une seconde vie pour leXC-123A
En 1954, l'YC-123D vola sous sa forme modifiée après avoir été converti par Stroukoff Aircraft. Si le changement le plus visible se situait évidemment au niveau des moteurs — remplacés par des moteurs à pistons —, l'appareil reçut également un système de contrôle de la couche limite. Ce dernier dirigeait une partie de l'air provenant des moteurs et le projetait à grande vitesse sur l'extrados des ailes, les faisant agir comme si l'avion volait bien plus vite (portance augmentée). Par conséquent, l'YC-123D possédait des distances de décollage et d'atterrissage fortement réduites.
Comparé au C-123B, l'YC-123D pouvait atterrir sur une distance de 230,1 m, au lieu de 365,7 m, et décoller avec une longueur de piste de seulement 260 m contre 594,4 m, avec une masse totale de 22 679 kg.

### LeC-123T, une fin de carrière dans le monde civil
Après son service militaire, l'YC-123D fut mis à la retraite et vendu sur le marché civil. Immatriculé N6828, il est depuis 1981 la propriété de Provider Aviation, qui tente depuis son achat de le reconvertir en appareil doté de turbopropulseurs, le C-123T « Turbo Provider »,. Toutefois, après plus de 25 ans passés en attente de restauration, il semblerait que l'avion se soit fortement détérioré, et il est probable qu'il ne puisse jamais reprendre l'air.

## Principal utilisateur
- États-Unis :
  - United States Air Force.

## Spécifications techniques (XC-123A)

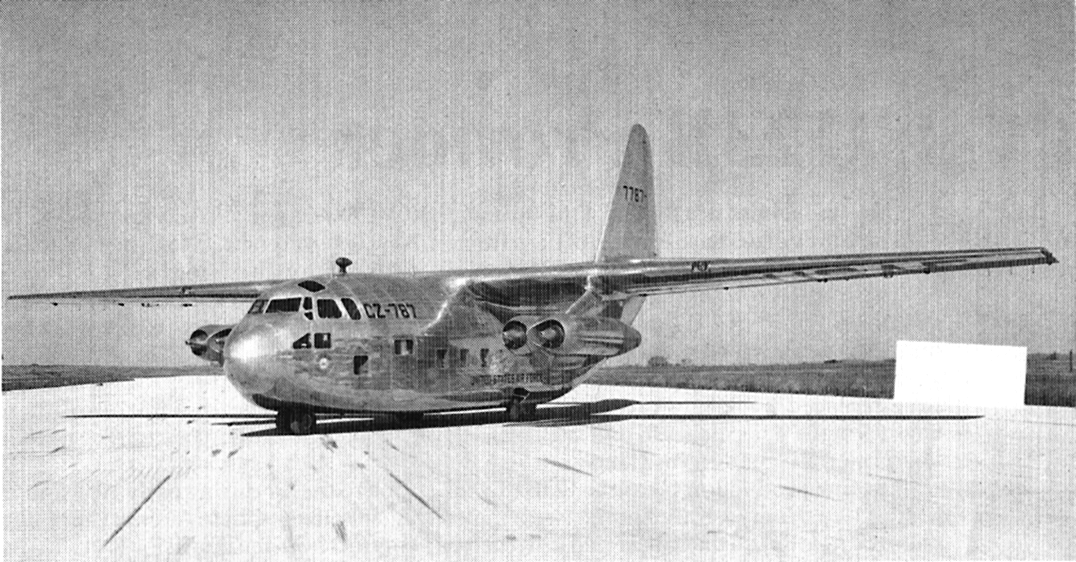
Le XC-123A.

Données de The Illustrated Encyclopedia of Commercial Aircraft, C-123 Provider in action.
Caractéristiques générales
- Équipage : 3 membres
- Longueur : 23,50 m
- Envergure : 33,53 m
- Hauteur : 10,31 m
- Surface alaire : 113,60 m2
- Profil : NACA 23017[15]
- Masse à vide : 11 340 kg
- Masse maximale au décollage : 27 216 kg
- Moteur : 4 turboréacteurs General Electric J47-GE-11, 23 kN chacun

 Performances 
- Vitesse maximale : 805 km/h
- Vitesse de croisière : 644 km/h

### Articles
- (en) Ben S. Lee, « XC-123 Seen in Lead in Evaluation », Aviation Week, New York (États-Unis), McGraw-Hill, vol. 53, no 11,‎ 11 septembre 1950, p. 15 (ISSN 0005-2175, lire en ligne, consulté le 2 mars 2023).
- (en) « Jet Power Troop Transport », Popular Science, vol. 159, no 1,‎ juillet 1951, p. 81 (lire en ligne).
- Howard Levy (trad. Xavier Méal), « Les Avitruc de Michael Stroukoff : Le C-123 "Provider", fils de planeur », Le Fana de l'Aviation, Clichy, Éditions Larivière, no 440,‎ juillet 2006, p. 18-28 (ISSN 0757-4169).